# Општина Аврамешти (Харгита)
Аврамешти (рум. Avrămeşti) општина је у Румунији у округу Харгита.
Oпштина се налази на надморској висини од 443 m.